# Кубанское сельское поселение (Апшеронский район)
Кубанское сельское поселение — муниципальное образование в Апшеронском районе Краснодарского края России.
В рамках административно-территориального устройства Краснодарского края ему соответствует Кубанский сельский округ.
Административный центр — станица Кубанская.

## Население
| 2010  | 2012  | 2013  | 2014  | 2015  | 2016  | 2017  |
| ----- | ----- | ----- | ----- | ----- | ----- | ----- |
| 6997  | ↗7162 | ↗7297 | ↗7416 | ↗7644 | ↗7756 | ↗7797 |
| 2018  | 2019  | 2020  | 2021  | 2023  |       |       |
| ↗7829 | ↗7886 | ↘7876 | ↘7084 | ↘7048 |       |       |

## Населённые пункты
В состав сельского поселения (сельского округа) входят 6 населённых пунктов:
| № | Населённый пункт | Тип населённого пункта | Население (чел.) |
| - | ---------------- | ---------------------- | ---------------- |
| 1 | Кубанская        | станица                | ↗2563            |
| 2 | Вперед           | село                   | ↗1592            |
| 3 | Заречный         | хутор                  | ↘82              |
| 4 | Ерик             | посёлок                | ↗1308            |
| 5 | Калинина         | хутор                  | ↗1122            |
| 6 | Малько           | хутор                  | ↗330             |